# Азаров, Василий Николаевич
Васи́лий Никола́евич Аза́ров (7 [20] августа 1914 — 7 октября 1972) — участник Советско-финской и Великой Отечественной войн, командир батальона 171-го стрелкового полка 182-й стрелковой дивизии 2-й гвардейской армии 3-го Белорусского фронта, Герой Советского Союза (1945), капитан.

## Биография
Родился в деревне Слобода ныне посёлок Белёвского района Тульской области в семье крестьянина. Русский. Образование неполное среднее. Работал в колхозе бригадиром, столяром.
В РККА с 1935 года. Участник советско-финской войны 1939—1940 годов.
С началом Великой Отечественной войны на фронте. В 1942 году окончил курсы младших лейтенантов. Член ВКП(б)/КПСС с 1942 года.
13 апреля 1945 года в боях по разгрому земландской группировки противника в Восточной Пруссии командир батальона 171-го стрелкового полка (182-я стрелковая дивизия, 2-я гвардейская армия, 3-й Белорусский фронт) капитан Василий Азаров, будучи ранен при штурме опорного пункта, продолжал управлять подразделениями. Боевая задача была выполнена.
Указом Президиума Верховного Совета СССР от 29 июня 1945 года «за образцовое выполнение боевых заданий командования на фронте борьбы с немецко-фашистскими захватчиками и проявленные при этом мужество и героизм», капитану Азарову Василию Николаевичу присвоено звание Героя Советского Союза с вручением ордена Ленина и медали «Золотая Звезда» (№ 8012).
После войны демобилизован из Вооружённых Сил СССР. Жил и работал в городе Белёв. Скончался 7 октября 1972 года.

## Награды
- Медаль «Золотая Звезда» № 8012 Героя Советского Союза (29 июня 1945)
- Орден Ленина (29 июня 1945)
- Орден Красного Знамени
- Орден Александра Невского
- Орден Красной Звезды
- Медали

## Память
В родном городе Василия Николаевича стоит памятник.